# Cyptocephala elegans
Espèce
Synonymes
- Thyanta elegans Malloch, 1919

Cyptocephala elegans est une espèce d'insectes hémiptères du sous-ordre des hétéroptères (punaises), de la famille des Pentatomidae et de la tribu des Pentatomini. Elle est trouvée dans l'Illinois aux États-Unis.